# Vlag van Noorwegen
De nationale vlag van Noorwegen is een rode vlag waarop een donkerblauw kruis met witte randen is geplaatst. De verticale arm van het kruis is, zoals voor de oudere Scandinavische vlaggen, verschoven naar de vlaggenmast toe.
De vlag werd ontworpen op 13 juli 1821, maar werd niet officieel in gebruik genomen voor 1898.

## Symboliek
Fredrik Meltzer (1779-1855), de ontwerper van de vlag, koos een Scandinavisch Kruis, zoals in de Deense en Zweedse vlag. Dit kruis is een symbool van het christendom. De kleuren rood, wit en blauw werden gekozen om de democratie te symboliseren. Er zijn verschillende visies met betrekking tot dit gegeven. Het kan zijn dat het feit dat een aantal andere vrije en democratische landen ook die kleuren gebruikten, in het bijzonder Nederland, het Verenigd Koninkrijk, de Verenigde Staten en Frankrijk. Het kan ook zijn dat het een referentie is naar de Franse Revolutie (wellicht om de vrijheidsdrang en het patriottisme aan te wakkeren).
In zijn ontwerp gebruikte Meltzer ook de rode en witte vlag van Denemarken, die tot 1814 ook de Noorse vlag was geweest (zie verder). Het blauwe kruis kan een verwijzing zijn naar de blauwe kleur van de Zweedse vlag. Een andere interpretatie van de kleuren komt tot uiting in het lied Norge i rødt, hvitt og blått, dat jaarlijks wordt gespeeld op 17 mei, de dag van de Grondwet. Hier worden de kleuren vergeleken met elementen uit de Noorse natuur en samenleving: het wit met de bast van een berk en met sneeuw, het blauw met gletsjers en grasklokjes en het rood met de avondzon en de liefde.

## Ontwerp
De Noorse vlag bestaat in twee varianten: de rechthoekige variant en de zwaluwstaartvariant. De eerste versie wordt gebruikt als civiele vlag, de tweede als dienst- en oorlogsvlag. Bij de civiele vlag is de verhouding tussen de hoogte (breedte) en de lengte 8:11 (16:22), bij de staatsvlag is dat 16:27.
De rode kleur van de vlag is (in de Pantonecodering) PMS 200, de blauwe PMS 281. Dit benadert de RGB-waarden #BA0C2F (rood) en #00205B (blauw).
| Handelsvlag  | Staats- en oorlogsvlag  |
| ?Handelsvlag | ?Staats- en oorlogsvlag |

## Geschiedenis

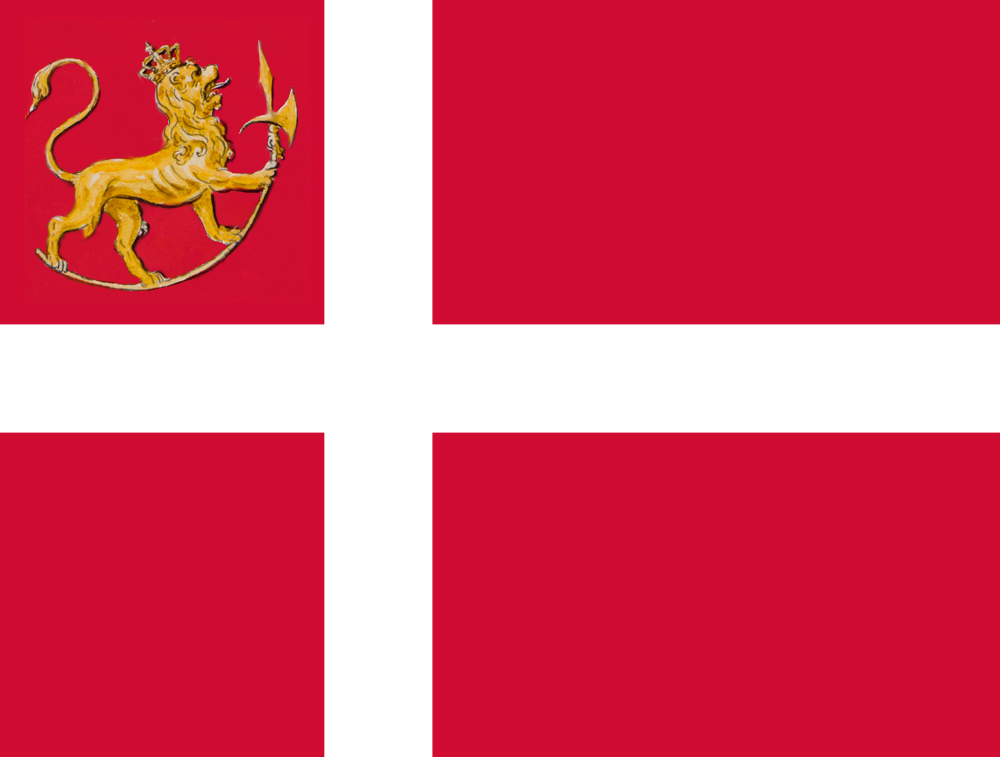
?Vlag van Noorwegen, 1814-1821
?Vlag van Noorwegen, 1821-1844
?Unievlag, 1844-1899
?Haringsalade

Het is moeilijk vast te stellen hoe de oudste Noorse vlaggen eruitzagen. In de Middeleeuwen was het eerder aan koningen en andere machthebbers om een vlag te gebruiken dan aan landen, met name in veldslagen. De vlag van Olaf II toonde een slang op een wit doek. De vlaggen van andere machthebbers bevatten onder meer afbeeldingen van raven (Harald III), draken, leeuwen en adelaars.

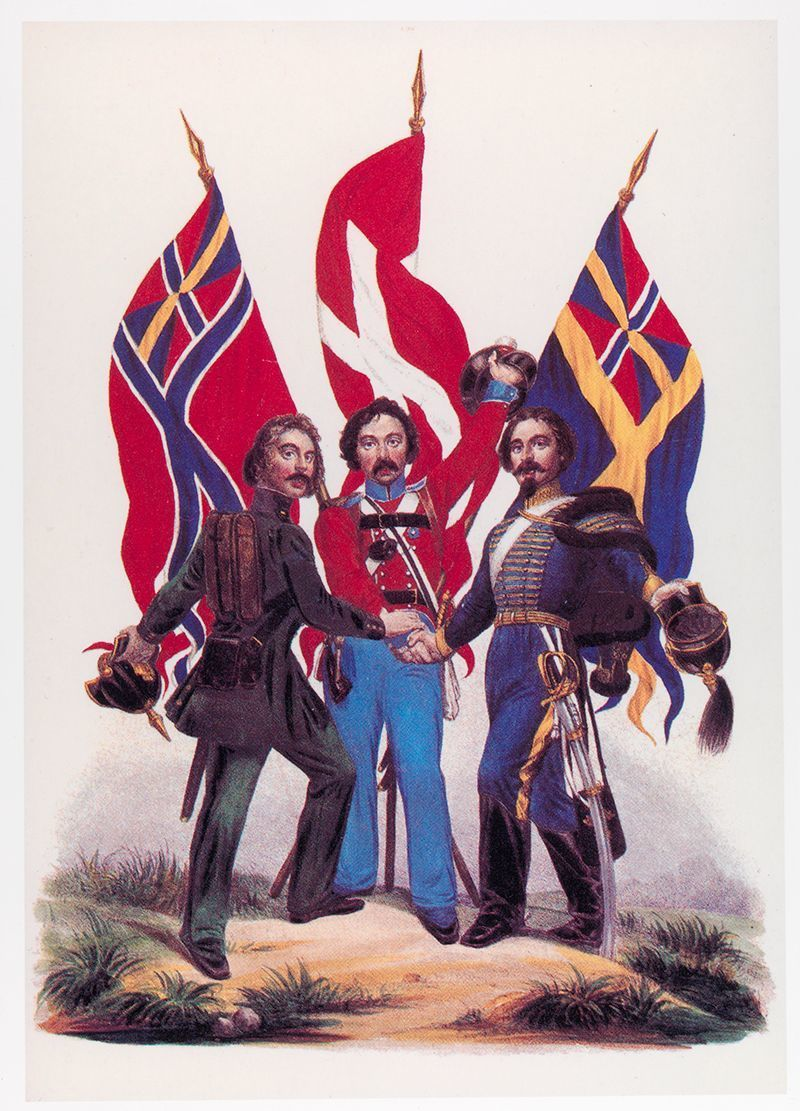
De Scandinavische vlaggen medio 19e eeuw

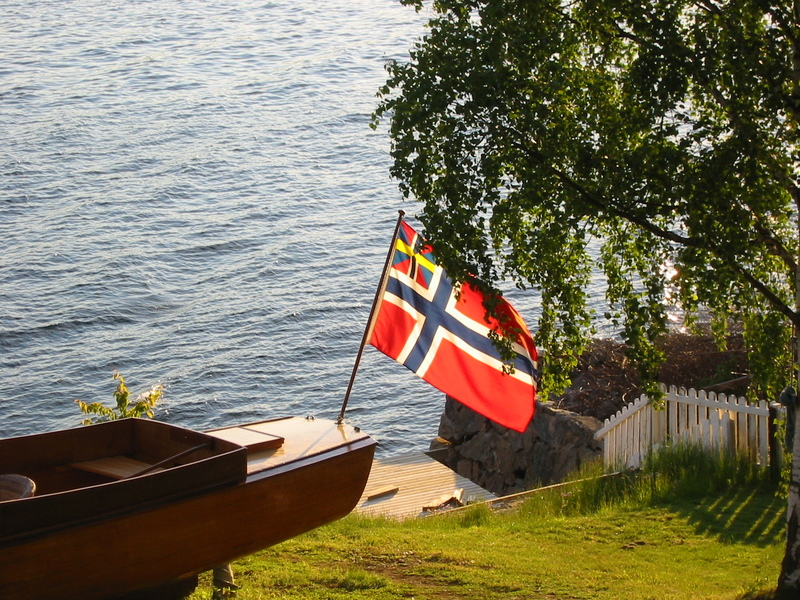
De Unievlag bij de herdenking van honderd jaar onafhankelijkheid

De oudst bekende vlag die als nationale Noorse vlag gezien kan worden, is de huidige koninklijke standaard. Deze toont een gekroonde gouden leeuw met een bijl op een rode achtergrond. Deze vlag, gebaseerd op het wapen van Noorwegen, werd door koning Eirik II in 1280 in gebruik genomen als koninklijke vlag, maar werd later ook op schepen en forten gebruikt. De op de vlag staande Noorse leeuw werd ook geplaatst op de uniformen van de militairen. Het gebruik ervan stierf in de zeventiende en achttiende eeuw langzaam uit, omdat Noorwegen vanwege de unie met Denemarken vanaf de zestiende eeuw (tot 1814) de Deense vlag, de Dannebrog, gebruikte. De rode vlag met de leeuw wapperde echter tot minstens 1698 over het slot Akershus. In 1748 werd de Dannebrog, per decreet de enige nationale vlag.
Toen de unie met Denemarken in 1814 ten einde kwam, paste de zelfstandige Noorse staat de vlag aan, door de gouden leeuw van het nationale wapen in het rode veld linksboven (het kanton) in de Deense vlag te zetten. Deze vlag bleef in gebruik tot 1821. Al in 1814 kwam er een personele unie met Zweden tot stand en in 1815 werd er een gemeenschappelijke vlag voor de nieuwe unie ontworpen: de Zweedse vlag met een wit kruis op een rode achtergrond in het kanton. Dit ontwerp werd gebruikt door koopvaardij- en overheidsschepen ten zuiden van de Spaanse Kaap Finisterre.
In 1821 werd een eigen Noorse vlag (de huidige vlag) ontworpen door Fredrik Meltzer, lid van het Noorse parlement (Storting). De vlag werd door het Storting aangenomen op 21 juli 1821. De Zweeds-Noorse koning weigerde de wet echter te tekenen, maar keurde per Koninklijk Besluit het gebruik van de vlag wel goed voor civiel gebruik.
Tot 1838 werd de Noorse vlag alleen gebruikt in Noorse wateren, omdat Noorwegen geen verdrag had met de Barbarijse zeerovers. Om in niet-Noorse wateren beschermd te zijn, moesten Noorse schepen dan de Zweedse of unievlag hijsen.
In 1844 werd het teken van de unie ingezet in de linkerbovenhoek van zowel de Zweedse als de Noorse vlag. In dit teken werden de vlagkleuren van de beide landen gecombineerd. Dit teken werd de "Haringsalade" (Sildesalaten) genoemd, en was in het begin wel populair in Noorwegen, omdat het de gelijkheid van de twee landen uitbeeldde. Omdat de weerstand tegen de unie toenam, haalde het Storting in 1898 het Zweeds-Noorse teken van zowel de civiele als de staatsvlag (niet van de oorlogsvlag). Hoewel de koning deze wet niet ondertekende, werd zij toch effectief omdat het Storting in drie opeenvolgende zittingsperiodes de wet goedkeurden. De eerste "zuivere" vlag werd gehesen op 1 januari 1899. De unie zelf werd op 9 juni 1905 opgeheven, waarna de Sildesalaten ook van de oorlogsvlag werd gehaald. Na het uiteenvallen van de unie haalde ook Zweden het symbool uit zijn vlag.

## Vlaginstructie
De Noorse vlagwet van 1898 reguleert het gebruik van de handels- en staatsvlaggen. De vlaginstructie van 1927 beschrijft het gebruik van de staatsvlag op locaties die staatseigendom zijn en op nationale feestdagen.
De staatsvlag mag alleen worden gebruikt op de openbare gebouwen van de Noorse overheid en op de post- en douanevaartuigen. Op de vlaggen van de post- en douanevaartuigen moeten midden op het blauwe kruis een wit veld geplaatst worden waarin een van de woorden Post of Toll (Douane) staat.
De Noorse vlag wordt bij zonsopgang gehesen en mag tot zonsondergang gehesen blijven. Gezien de variatie van deze tijden in het langgerekte Noorwegen, zijn er nog additionele regels:
- vanaf maart tot en met oktober mag de vlag tussen 08.00 en 21.00 gehesen zijn;
- vanaf november tot en met februari wordt de vlag niet eerder gehesen dan 09.00;
- ‘s winters mag de vlag tussen 10.00 en 15.00 gehesen zijn in de noordelijkste provincies (Nordland, Troms en Finnmark).

De vlag mag nooit de grond raken. Een vlag die versleten is (dat wil zeggen scheuren vertoont, in hevige mate is verkleurd, of zodanig vuil geworden is dat behoorlijk reinigen niet meer mogelijk is) moet op onopvallende wijze worden verbrand of per kleur uit elkaar worden gehaald. Naast deze voorschriften bestaan er ongeschreven regels die het opvouwen van de vlag specificeren en die stellen dat de vlag nooit op het lichaam onder het middel gedragen mag worden.
De vlag van de Samen heeft in Noorwegen een officiële status en kan gebruikt worden naast of in plaats van de Noorse vlag in situaties waarop men in Noorwegen de vlag uithangt. Wanneer beide vlaggen uithangen, moet de Noorse vlag rechts hangen.

### Officiële vlagdagen

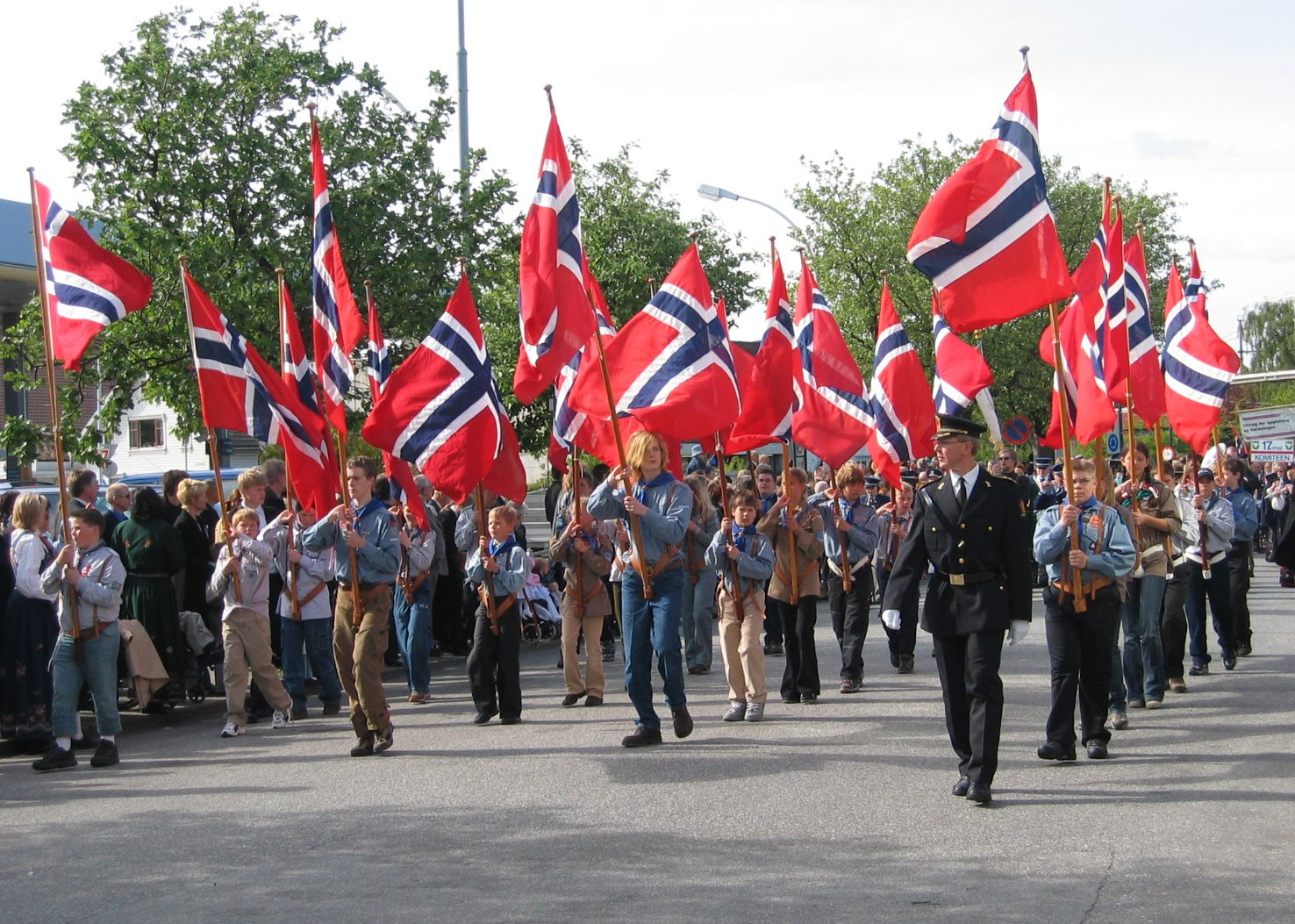
Parade op 17 mei ter ere van de grondwet

De Noorse staat heeft de volgende dagen benoemd:
| 1 januari   | Nieuwjaarsdag                                     |
| 21 januari  | De verjaardag van H.K.H. Prinses Ingrid Alexandra |
| 6 februari  | Dag van de Samen                                  |
| 21 februari | De verjaardag van Z. M. Koning Harald V           |
| 1 mei       | Dag van de arbeid                                 |
| 8 mei       | Bevrijdingsdag 1945                               |
| 17 mei      | Dag van de grondwet                               |
| 7 juni      | Onafhankelijkheidsdag 1905                        |
| 4 juli      | De verjaardag van H.M. Koningin Sonja             |
| 20 juli     | De verjaardag van Z.K.H. Kroonprins Haakon Magnus |
| 29 juli     | Olsok (Midzomer)                                  |
| 19 augustus | De verjaardag van H.K.H. Kroonprinses Mette-Marit |
| 25 december | 1e kerstdag                                       |
| Variabel    | 1e paasdag                                        |
| Variabel    | 1e pinksterdag                                    |
| Variabel    | Landelijke verkiezingen voor het Storting         |